# Nannospalax leucodon
Espèce
Statut de conservation UICN

 DD  : Données insuffisantes
Nannospalax leucodon est une espèce de rat-taupe, un rongeur aveugle comme tous les membres de la sous-famille des Spalacinés et du genre Nannospalax.
Nannospalax leucodon a une vingtaine de synonymes latins, en particulier Spalax leucodon.

## Description
Particulièrement adapté à la vie souterraine. Les oreilles ont des pavillons réduits, les yeux sont entièrement recouverts d'une peau velue, le corps est cylindrique avec une grosse tête aplatie laissant apparaître d'immenses incisives. Contrairement aux taupes, c'est avec les dents que le rat taupe creuse ses galeries, les pattes lui servant à évacuer la terre. Il ne sort presque jamais à l'air libre, se nourrissant des parties souterraines des végétaux et d'invertébrés. N'hibernant pas, il accumule d'importantes quantités de nourriture pour la mauvaise saison.
Son aire de répartition s'étend des Balkans à la Hongrie.
Les études caryologiques montrent que Nannospalax leucodon est un complexe d'espèces, avec notamment dans le bassin pannonien quatre formes de caryotype sans échange de gènes entre elles et pouvant être considérées comme des espèces différentes, N. transsylvanicus, N. hungaricus, N. montanosyrmiensis et N. syrmiensis, dont certaines sont en danger d'extinction ou peut-être même déjà éteintes.

## Espèces voisines
Les rats taupes aveugles forment la sous-famille des Spalacinae.

- Genre Spalax, les rats taupes d'Ukraine et de Russie
- Genre Nannospalax, les rats taupes méditerranéens